# Ben Bull
Ben Bull (sinh tháng 5 năm 1873) là một cầu thủ bóng đá người Anh thi đấu ở vị trí tiền vệ. Bull có 1 lần ra sân cho Liverpool trong sự nghiệp của mình. Ông thay cho cầu thủ ra sân thường xuyên Malcolm McVean trong trận đấu trước Lincoln City và bàn thắng thứ hai trong thắng lợi 6–1. Khi McVean trở lại, ông còn ra sân cho câu lạc bộ nữa.